# Enola Holmes (film)
Az Enola Holmes 2020-ban bemutatott, Nancy Springer amerikai író The Enola Holmes Mysteries című regénysorozatán alapuló amerikai film. Rendezője Harry Bradbeer, írója Nancy Springer és Jack Thorne. A főszereplők Millie Bobby Brown, Henry Cavill, Sam Claflin, Helena Bonham Carter, Burn Gorman, Fiona Shaw, Frances de la Tour, Adeel Akhtar, Susan Wokoma, Louis Partridge, Joakim Skarli, Gianni Calchetti és Hattie Jackson.

## Cselekmény
A történet 1884-ben kezdődik, amikor is a főszereplő Enola Holmes (Millie Bobby Brown) megszületik, a híres detektív Sherlock Holmes (Henry Cavill) és bátyja, Mycroft Holmes (Sam Claflin) húgaként. Édesapjára annyira nem emlékszik, hiszen kisgyermek korában meghalt, és rá nem sokra a két bátyja is elköltözött, így ketten maradtak az édesanyjával. Anyukája nem hímezni, se varrni, hanem olvasni, dzsiudzsicuzni, tanulni tanította. Mindig együtt voltak, de mindenbe mégsem avatta be az anyja. Majd Enola a 16. születésnapjára arra ébredt, hogy az anyja eltűnt. 1 hét múlva Enola bátyjai táviratot küldve megérkeznek és megtudják, hogy az anyjuknak nyoma veszett. Mycroft és Sherlock biliárdozás közben azon tanakodnak, hogy Mycroft leányneveldébe küldje Enolát, míg Sherlock meglelje az anyjukat.

## Szereplők
| Szerep                  | Színész                    | Magyar hang         | Leírás                                                                                    |
| ----------------------- | -------------------------- | ------------------- | ----------------------------------------------------------------------------------------- |
| Enola Holmes            | Millie Bobby Brown         | Vida Sára           | A híres Holmes család legfiatalabb testvére.                                              |
| Enola Holmes            | Sofia Stavrinou (fiatalon) | Tóth Mira           | A híres Holmes család legfiatalabb testvére.                                              |
| Sherlock Holmes         | Henry Cavill               | Welker Gábor        | A Holmes testvérek közül a második legidősebb; híres magánnyomozó.                        |
| Mycroft Holmes          | Sam Claflin                | Szatory Dávid       | A Holmes testvérek közül a legidősebb; kormányzati alkalmazott és Enola törvényes gyámja. |
| Eudoria Holmes          | Helena Bonham Carter       | Majsai-Nyilas Tünde | A Holmes család matriarchája.                                                             |
| Viscount Lord Tewksbury | Louis Partridge            | Bauer Gergő         | Enola barátja és társa, a Tewksbury birtok jogos örököse.                                 |
| Linthorn                | Burn Gorman                | Király Adrián       | Gyilkos, aki Enolát és Viscountot kergeti.                                                |
| Lestrade felügyelő      | Adeel Akhtar               | Schnell Ádám        | A Scotland Yard ügynöke, akit Tewksbury eltűnésének ügyére állítottak rá.                 |
| Edith                   | Susan Wokoma               | Kokas Piroska       |                                                                                           |
| Lady Tewkesbury         | Hattie Morahan             | Mezei Kitty         | Tewkesbury anyja.                                                                         |
| Sir Whimbrel Tewkesbury | David Bamber               | Németh Gábor        | Tewkesbury nagybátyja.                                                                    |
| Az özvegy               | Frances de la Tour         | Bókai Mária         | Tewkesbury nagyanyja.                                                                     |
| Mrs. Lane               | Claire Rushbrook           | Kiss Erika          | A Holmes család házvezetőnője                                                             |
| Miss Harrison           | Fiona Shaw                 | Menszátor Magdolna  | A lánynevelde igazgatónője.                                                               |
| Miss Gregory            | Ellie Haddington           | Halász Aranka       |                                                                                           |

### Magyar változat
- Magyar szöveg: Blahut Viktor
- Hangmérnök: Kiss István
- Vágó: Székely Daniella
- Gyártásvezető: Gelencsér Adrienne
- Szinkronrendező: Dóczi Orsolya

A szinkront a Mafilm Audio Kft. készítette.

## Fordítás
- Ez a szócikk részben vagy egészben  az   Enola Holmes (film) című angol Wikipédia-szócikk fordításán alapul.  Az eredeti cikk szerkesztőit annak laptörténete sorolja fel. Ez a jelzés csupán a megfogalmazás eredetét és a szerzői jogokat jelzi, nem szolgál a cikkben szereplő információk forrásmegjelöléseként.